# 美洲飞鼠属
美洲飛鼠屬（学名：Glaucomys，英語名：New World flying squirrels）是一種生活於北美洲的飛鼠，分布範圍從阿拉斯加到洪都拉斯，類似於歐亞地區的飛鼠屬（Pteromys）。已知有三個種。

## 下属物种
本属包括以下物种：
- Glaucomys sabrinus (Shaw, 1801)
- Glaucomys oregonensis (Bachman, 1839)[1]
- Glaucomys volans (Linnaeus, 1758)